# Sühbaatar (provincie)
Sühbaatar (Mongools: Сүхбаатар аймаг) is een van de eenentwintig ajmguud (bestuurlijke regio's) van Mongolië, gelegen in het oosten van het land. De hoofdstad is Baruun-Urt.
De zuidelijke grens van de provincie, tevens de grens met China (autonome regio Binnen-Mongolië), bevindt zich in de Gobiwoestijn.
De ajmag is genoemd naar de Mongoolse revolutieheld Damdin Soeche Bator.

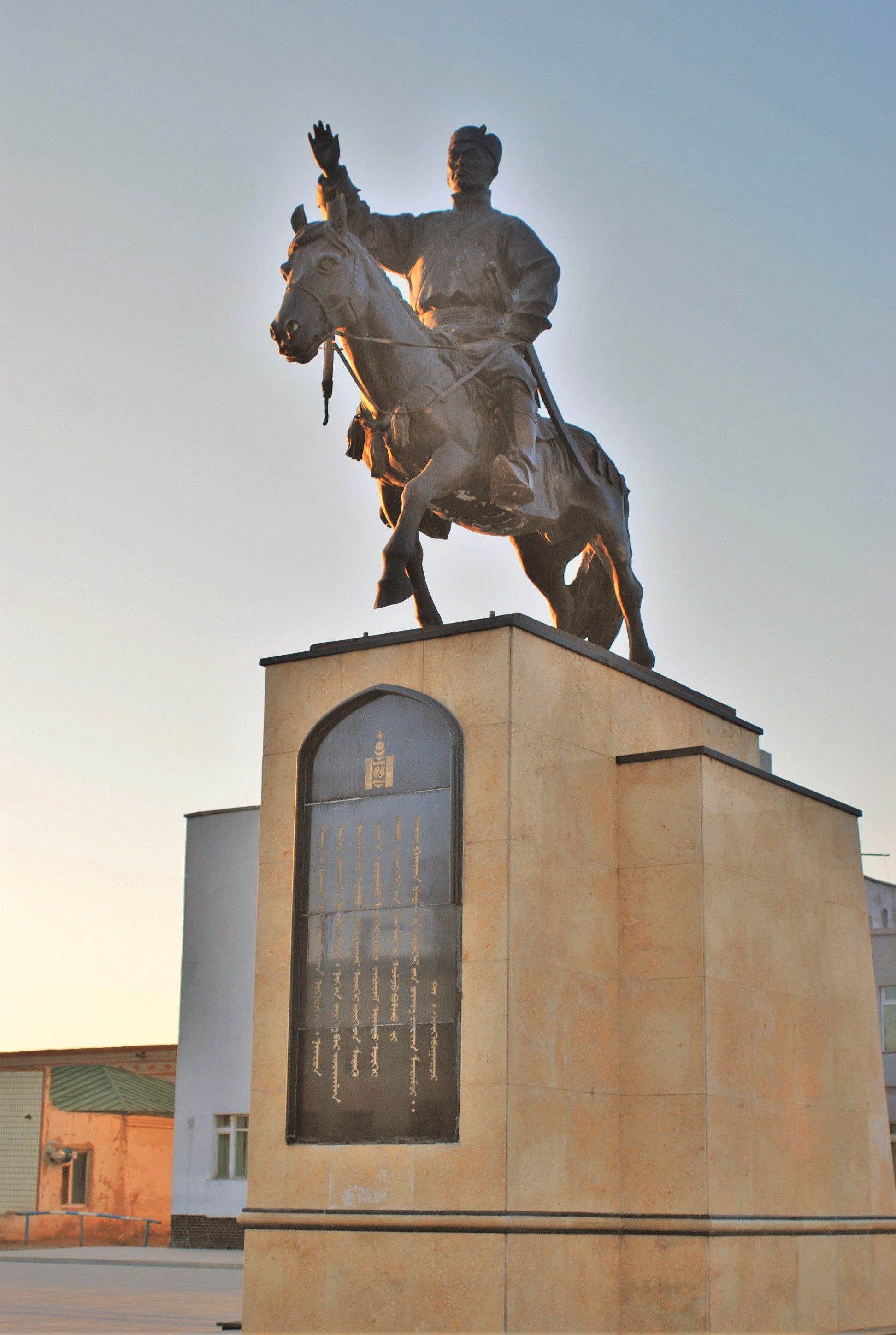
Standbeeld Damdin Soeche Bator

## Geografie
In het oosten van Mongolië gaat de heuvelachtige steppe over in een glooiend tot vlak landschap. In het zuidelijk deel ervan is de vegetatie die van een halfwoestijn, als noordoostelijke uitloper van de Gobiwoestijn. De hoogte is gemiddeld 1000 tot 1200 meter boven zeeniveau. In deze provincie bevinden zich ruim 200 uitgedoofde vulkanen.

## Verkeer
Reizen over land is vrijwel alleen mogelijk op een rijdier of met een terreinwagen.
Het vliegveld van Baruun-Urt beschikt over een verharde en een onverharde baan.

## Economie
De provincie is economisch een van de zwakste van Mongolië, zonder noemenswaardige industrie. De mensen leven praktisch uitsluitend van nomadische veeteelt; in het uiterste noorden komt ook akkerbouw voor. 
De meeste inwoners van de hoofdstad Baruun-Urt leven van de plaatselijke zinkmijnen of steenkoolmijnen.

## Cultuur
Het klooster Erdenemandal is slechts een herinnering aan zijn voormalige luister. De oorspronkelijke vestiging op 20 km afstand zou zeven tempels en 1000 monniken rijk geweest zijn, tot het ten offer viel aan Stalinistische zuiveringen in 1938.
In het dal Churgurin Chundii bevinden zich een twaalftal standbeelden uit de 10e tot 13e eeuw. De betekenis van de steenfiguren is omstreden.

## Natuur
In de steppe leven grote aantallen Mongoolse gazellen. Andere wilde dieren zijn onder andere vossen, wolven, marmotten en wilde katten.
De kegel van de gedoofde vulkaan Schiliin Bogd Uul is met een hoogte van 1778 m vanuit alle richtingen op 60 km afstand te zien. De lavagrot Taliin Agui is meer dan 200 meter lang en ca. 100.000 m³ groot. Het is een van de grootste grottensystemen in Mongolië, met zeven kamers. De ingang is een groot deel van het jaar dichtgevroren en meestal pas in de loop van de zomer toegankelijk.
Het duingebied Molzog Els is ongeveer 250 km² groot en ligt in het zuiden van de Sums Sum Ongon en Dariganga. Het gebied wordt door enkele kleine meren omgeven, daaronder het Ganga-meer, en omgeven door struikgewas wat het verplaatsen van de duinen inperkt. Het Ganga-meer dient in de herfst als verzamelplaats voor duizenden kraanvogels en andere trekvogels. Het meer ligt 17 km ten zuiden van het bestuurlijk centrum van Dariganga. Het is aangewezen als beschermd gebied, het ecosysteem is echter door beweiding langs de oevers in gevaar.

## Administratieve indeling
| Sum           | Mongoolse naam | Aantal inwoners schatting 2008 |
| ------------- | -------------- | ------------------------------ |
| Asgat         | Асгат          | 1.775                          |
| Bajandelger   | Баяндэлгэр     | 4.560                          |
| Baruun-Urt *  | Баруун-Урт     | 15.549                         |
| Chaldsan      | Халзан         | 1622                           |
| Dariganga     | Дарьганга      | 2.884                          |
| Erdenetsagaan | Эрдэнэцагаан   | 6.309                          |
| Menchhaan     | Мєнххаан       | 4.335                          |
| Naran         | Наран          | 1.466                          |
| Ongon         | Онгон          | 3.638                          |
| Süchbaatar    | Сүхбаатар      | 3.263                          |
| Tümentsogt    | Түмэнцогт      | 2.339                          |
| Tüvsjinsjiree | Түвшинширээ    | 3.035                          |
| Uulbajan      | Уулбаян        | 3.010                          |

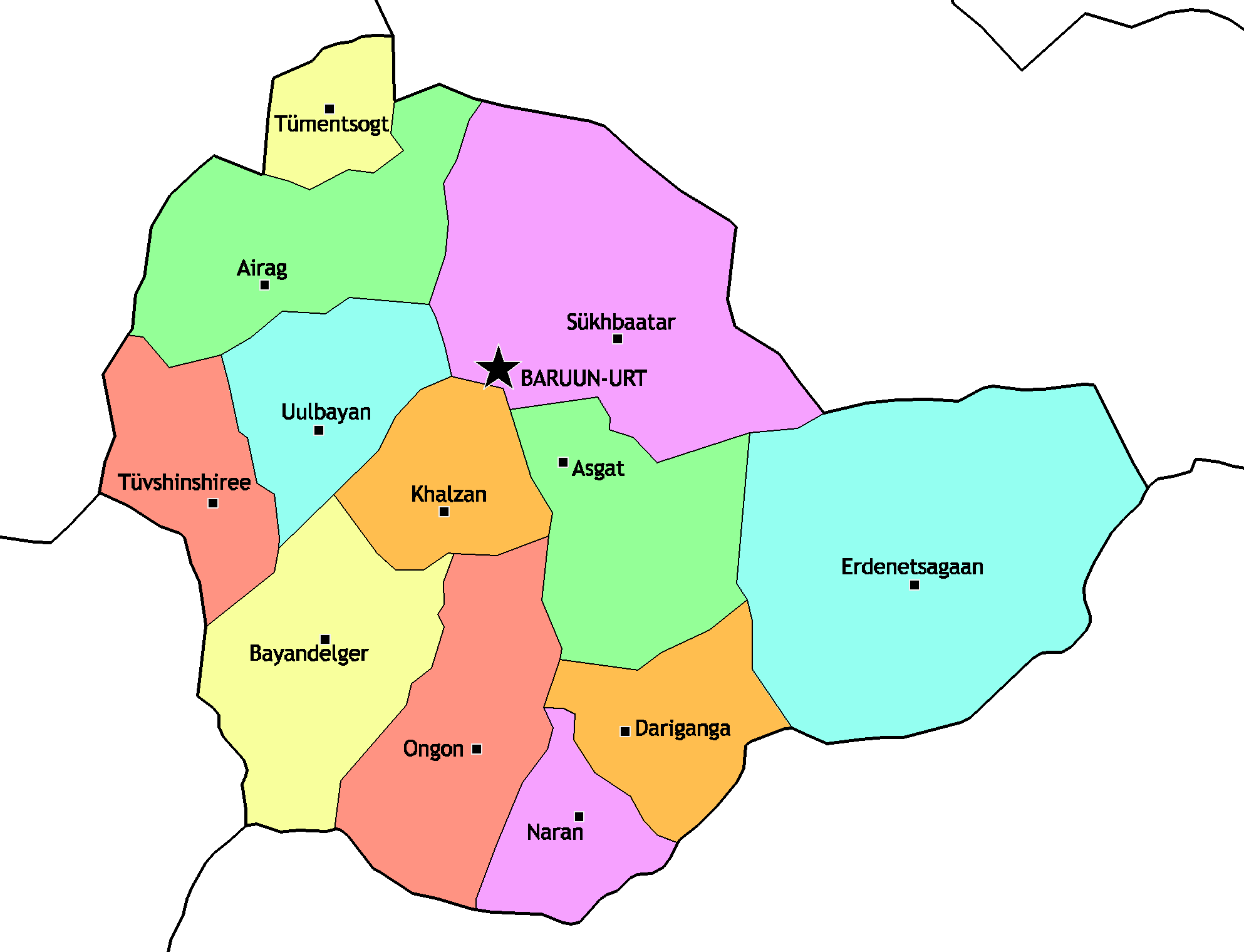
De Sums van de Sühbaatar-Ajmag

Het aantal inwoners bedroeg in 2018 62.322 personen.
Arhangaj · Bajan-Ölgi · Bajanhongor · Bulgan · Darhan-Uul · Dornod · Dornogovĭ · Dundgovĭ · Govĭ-Altaj · Govĭsümber · Henti · Hovd · Hövsgöl · Ömnögovĭ · Orhon · Övörhangaj · Selenge · Sühbaatar · Töv · Uvs · Zavhan